# Trận Thessalonica (380)
Trận Thessalonica diễn ra vào Mùa Hè hoặc là Mùa Thu năm 380 giữa quân Goth do thủ lĩnh Fritigern cầm đầu và Quân đội Đông La Mã do Hoàng đế Theodosius I thân chinh thống lĩnh. Vừa hồi phục sau thảm bại tại trận Hadrianopolis, quân Đông La Mã một lần nữa thua lớn. Theodosius I rút quân về Thessalonica và trao lại quyền chỉ huy chiến dịch cho Hoàng đế Tây La Mã là Gratianus.